# Vigántpetend
Vigántpetend is een plaats (község) en gemeente in het Hongaarse comitaat Veszprém. Vigántpetend telt 229 inwoners (2001).